# Дараганы
Дараганы — казацко-старшинские дворянские роды.

## Происхождение и история рода
Один из них происходит от трахтемировского сотника Фёдора Дарагана, пожалованного поместьями в 1700 году. Он умер в плену у шведов. Его потомство внесено во II часть Дворянской родословной книги Полтавской губернии. Сын Фёдора Дарагана, Ефим Фёдорович (укр. Дараган Юхим Федорович‎;? — 1762) — Киевский полковник, был женат на Вере Григорьевне Разумовской, сестре Алексея и Кирилла Разумовских.
Другой род Дараганов, внесённый во II и III части Дворянской родословной книги Черниговской губернии, также восходит к началу XVIII века. Есть ещё два рода, позднейшего происхождения. Один из них внесён в Часть 20 Общего гербовника дворянских родов Всероссийской империи, стр. 69

## Известные представители
- Дараган, Анна Михайловна (1806—1877) — русский педагог и детская писательница
- Дараган, Василий Трофимович — генерал-поручик Русской императорской армии с 1770 года (в службу вступил в 1751 году)[3]
- Дараган, Владимир Михайлович (1860—?) — председатель Золотоношской уездной земской управы.
- Дараган, Дмитрий Иванович (1813—1892) — генерал от инфантерии, командир лейб-гвардии Волынского полка
- Дараган, Иван Михайлович (1885—1977) — Генерального штаба подполковник, выпускник Пажеского корпуса, участник Первой мировой войны и Белого движения, видный деятель Белой эмиграции. Младший брат П. М. Дарагана.
- Дараган, Иван Петрович — председатель правления Нижегородско-Самарского земельного банка
- Дараган, Михаил Иванович (?—1860) — генерал-майор, участник Кавказской войны
- Дараган, Михаил Петрович (1834 — после 1910) — действительный тайный советник, сенатор.
- Дараган, Осип Фёдорович — начальник управления Риго-Орловской железной дороги
- Дараган, Пётр Михайлович (1800—1875) — генерал-лейтенант, Тульский гражданский губернатор
- Дараган, Пётр Михайлович (1874—1960) — флигель-адъютант ЕИВ, полковник Русской императорской армии, участник Первой Мировой войны и Белого движения, белоэмигрант. Старший брат И. М. Дарагана.
- Дараган, Фёдор Иванович (1815—1874) — генерал-майор, Орловский губернский воинский начальник